# Tanja Stroschneider
Tanja Stroschneider (* 27. Juni 1990 in Wien) ist eine österreichische Triathletin und Vizestaatsmeisterin auf der Triathlon-Sprintdistanz (2021).

## Werdegang
Tanja Stroschneider war von 1994 bis 2004 als Schwimmerin aktiv. Seit 2004 startet sie im Triathlon und ist seit 2006 als Profi aktiv.
2009 belegte sie mit der österreichischen Juniorenmannschaft bei der Triathlon-Europameisterschaft den dritten Rang. Sie gewann im August 2011 den Austria-Triathlon auf der Sprintdistanz.
Im Juni 2012 wurde Tanja Stroschneider U23-Staatsmeisterin auf der Triathlon-Sprintdistanz.
Im Juli 2020 wurde Stroschneider Vierte im Mostiman Triathlon bei der Staatsmeisterschaft auf der Triathlon-Sprintdistanz. Im August 2021 wurde sie im Rahmen des Ausee Triathlons Vizestaatsmeisterin auf der Triathlon-Sprintdistanz.
Bei ihrem ersten Start auf der Triathlon-Mitteldistanz belegte die 34-Jährige im Oktober 2024 im Ironman 70.3 Cascais den 16. Rang.

## Sportliche Erfolge
| Datum/Jahr    | Rang | Wettbewerb                                             | Austragungsort     | Zeit     | Bemerkung |
| ------------- | ---- | ------------------------------------------------------ | ------------------ | -------- | --- |
| 11. Mai 2024  | 50   | ITU World Championship Series 2024                     | Yokohama           | 02:00:52 | als drittbeste Österreicherin                                                                                    |
| 20. Apr. 2024 | 29   | ITU Triathlon World Cup                                | Wollongong         | 01:05:32 | |
| 26. Nov. 2023 | 2    | ATU Africa Triathlon Cup                               | Kilifi             | 01:07:09 | Zweite hinter Lisa Perterer                                                                                      |
| 27. Feb. 2023 | 3    | ATU Africa Triathlon Cup                               | Maselspoort        | 01:03:39 | |
| 23. Apr. 2022 | 6    | ATU Africa Triathlon Cup                               | Swakopmund         | 01:06:34 | hinter der amtierenden deutschen Meisterin Annika Koch                                                           |
| 15. Aug. 2021 | 2    | ÖTRV Staatsmeisterschaft Triathlon Sprintdistanz       | Blindenmarkt       | 01:02:41 | Staatsmeisterschaft auf der Triathlon Sprintdistanz beim Ausee Triathlon                                         |
| 18. Juli 2021 | 30   | ETU Triathlon European Cup                             | Tiszaujvaros       | 01:04:32 | |
| 15. Mai 2021  | 44   | ETU Triathlon European Cup                             | Caorle             | 01:03:53 | |
| 25. Juli 2020 | 4    | ÖTRV Staatsmeisterschaft Triathlon Sprintdistanz       | Wallsee-Sindelburg | 01:03:00 | Staatsmeisterschaft auf der Triathlon Sprintdistanz beim Mostiman Triathlon                                      |
| 4. Aug. 2019  | 1    | Traismauer Triathlon                                   | Traismauer         |          | Olympische Distanz                                                                                               |
| 10. Sep. 2017 | 1    | Vienna City Triathlon                                  | Wien               |          | Siegerin bei der Seat Mayer Sprint Distanz (0,78 km Schwimmen, 22,6 km Radfahren und 5 km Laufen).               |
| 3. Juni 2012  | 1    | ÖTRV Staatsmeisterschaft Triathlon Sprintdistanz U23   | Pörtschach         |          | U23-Staatsmeisterin auf der Triathlon Sprintdistanz                                                              |
| 27. Aug. 2011 | 1    | Austria-Triathlon                                      | Podersdorf         |          | Siegerin Sprintdistanz                                                                                           |
| 2. Juli 2009  | 3    | ETU Triathlon European Championship Junior Mixed Relay | Rijssen-Holten     |          | im Mixed-Team Junioren bei der Triathlon-Europameisterschaft mit Lisa Perterer, Alois Knabl und Andreas Kopeinig |

| Datum/Jahr    | Rang | Wettbewerb           | Austragungsort | Zeit     | Bemerkung |
| ------------- | ---- | -------------------- | -------------- | -------- | --------- |
| 19. Okt. 2024 | 16   | Ironman 70.3 Cascais | Cascais        | 04:36:54 |           |

| Datum/Jahr   | Rang | Wettbewerb    | Austragungsort | Zeit  | Bemerkung                                                                |
| ------------ | ---- | ------------- | -------------- | ----- | ------------------------------------------------------------------------ |
| 20. Mai 2020 | 2    | Back on Track | St. Pölten     | 26:07 | Zweite hinter Sara Vilic beim Schwimmen im Ratzersdorfer See; 1900 Meter |

(DNF – Did Not Finish)